# Яськов, Константин Евгеньевич
Константи́н Евге́ньевич Яськов (род. 29 декабря 1981 года, Ветка, Гомельская область, Белорусская ССР, СССР) — белорусский композитор, преподаватель музыкальных дисциплин в Белорусском государственном университете культуры и искусств и на кафедре композиции Белорусской государственной академии музыки. Ранее преподавал в Институте современных знаний.

## Музыкальное образование
Музыкальное образование по классу «фортепиано» и «композиции» получил в Гродненском музыкальном училище. Продолжил образование по классу «композиции» в Белорусской государственной академии музыки. По окончании академии в период с 2006 по 2008 год проходил ассистентуру-стажировку под руководством своего преподавателя профессора В. А. Войтика. Окончил стажировку по стипендиальной программе польского правительства «Gaude Polonia» в Академии музыки им. К. Шимановского (Польша).

## Признание
- 2-я премия XVIII Международного фестиваля академической и современной музыки «Фарботони» (2006 год)[1].

## Исполнение произведений на музыкальных фестивалях
- ІІ Международный молодёжный фестиваль современной музыки Music Marine Fest (2007)[2];
- X Дни молодых композиторов и теоретиков в Рыцерце (2008)[3];
- XX Международный фестиваль современной музыки «Музыкальные премьеры сезона» (2010)[4];
- ХІI Международный форум «Музыка молодых» (2011)[5];
- VI Международный фестиваль Юрия Башмета (2011 год)[6];

## Произведения

### Оркестровые
- «Adagio» для симфонического оркестра (2007)[3];
- «Lulla.by» для струнного оркестра (2010)[5].

### Камерные
- «…к морю…» (посвящение Елене Серовой) для 4 флейт (2007)[2][3];
- «Гуканне вясны» для виолончели (2008)[3];
- «Vitrage» для струнного квартета (2008)[3];
- «Раз, два, три…» по мотивам вальсов И.Штрауса in C" для фортепиано, флейты, кларнета, скрипки и виолончели (2009)[3];
- «Зона opus-posth, или… (8 аудиографических образцов опыта культуры)» для фортепиано (2009)[3];
- «Ludus mobilis I: диатаническая метаэпитафия памяти концептуализма» для фортепиано, любых 3 инструментов и 6 пультов (2009)[3][4];
- «Ludus mobilis II: танец Инь и Ян о глубочайшей пустоте» для одной или двух скрипок (2010)[3];
- «Ludus mobilis III: Sanctus Benedictus» для органа (2010)[3].

### Вокальные
- «Credo» для двух сопрано, баритона, струнного квартета и органа (2007)[3].

## Научные публикации
- Яськов, К. Е. Творческая деятельность композитора в художественном пространстве конца XX начала XXI веков: к постановке проблемы // Композиторское творчество XIX—XX вв.: жанры, стили, вопросы интерпретации / сост. и науч. ред. Е. Н. Дулова; Науч-ные труды Белорусской государственной академии музыки. — Вып. 21. Серия 6, Вопросы современного музыкознания в исследованиях молодых ученых. — Минск: Белорусская государственная академия музыки, 2009. — 139 с
- Яськов, К. Е. Полистилистика как отражение характерных категорий художественного мышления композиторов в современной культуре // Культура. Наука. Творчество : Материалы III междунар. науч.-практ. конф., 23-24 апреля 2009 / науч. ред. М. А. Можейко. — Минск : Бел. гос. ун-т культуры и искусств, 2009. — С.374-381
- Яськов, К. Е. «…І роўных яму не было» // ЛіМ.-2010.-№ 3(4547).-С.11.
- Яськов, К. Е. Риторика как ключ к интерпретации сонаты-фантазии «Так говорил старина Бах» для трубы и фортепиано В.Войтика // Сборник научных статей кафедры Музыкальной педагогики, теории и истории исполнительского искусства БГАМ.
- Яськов, К. Е. Отбор в системе теории музыкальной композиции начала XXI века: возможности и пути эффективного использования // Актуальные проблемы мировой художественной культуры : материалы Международной научной конференции, посвящённой памяти профессора У. Д. Розенфельда (Гродно, 25-26 марта 2010 г.). В 2 ч. Ч. 1 / Гр. ГУ им. Я.Купалы; редкол.: А. П. Богустов (отв. ред.). — Гродно : Гр. ГУ, 2011. С. 371—375.
- Яськов, К. Е. Метод композиции как предмет исследования в современном музыковедении // Наука в современном мире : материалы III Международной научно-практической конференции (Таганрог, 30 октября 2010 г.) / Под ред. Г. Ф. Гребенщикова. — Москва : Издательство «Перо», 2010. — С. 50 — 55.
- Яськов, К.Е Метод полстилистики как системный объект : структура и элементы // Наука в современном мире : материалы V Международной научно-практической конференции (Таганрог, 22 марта 2011 г.) / Под ред. Г. Ф. Гребенщикова. Москва : Издательство «Спутник+», 2011. — С. 55 — 59.